# 施滕达尔车站
施滕达尔车站是德国萨克森-安哈尔特州斯坦达尔镇的一个火车站。车站位于柏林-勒哈尔特铁路、汉诺威—柏林高速铁路、马格德堡-威滕贝格铁路、斯坦达尔-尤尔岑铁路、斯坦达尔·坦格尔明德铁路和斯坦达尔-尼德尔恩铁路上。它是区域列车的重要铁路枢纽，也是城际和城际快车（ICE）列车定期使用的枢纽。在2012年冬季之前，斯坦达尔站只有德国铁路的列车运行。自2012年12月起，该站也由奥斯德艾森巴赫运营的部分服务提供服务。它被德国铁路公司列为第三类车站。第一列城际快车于1998年9月27日在本站停靠。